# Fromia nodosa
Fromia nodosa är en sjöstjärneart som beskrevs av A.M. Clark 1967. Fromia nodosa ingår i släktet Fromia och familjen Ophidiasteridae. Inga underarter finns listade i Catalogue of Life.

## Bildgalleri

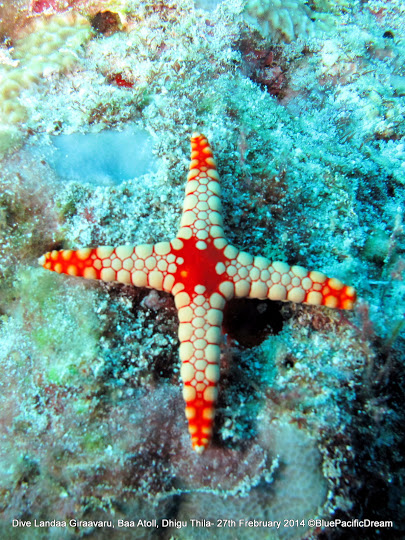